# Horace Finaly
Pour les articles homonymes, voir Finaly.
Horace Finaly, né le 30 mai 1871 à Budapest et mort le 19 mai 1945 à New York, est un banquier français, directeur général de la Banque de Paris et des Pays-Bas (Paribas) entre 1919 et 1937.

## Biographie

### Un jeune homme comblé de dons
Horace Finaly est le fils de Hugo Finaly (né à Budapest le 3 juillet 1844, mort en 1915) et de Jenny Ellenberger (morte le 28 octobre 1938). Les Finaly-Ellenberger sont une famille de financiers juifs d'origine austro-hongroise, naturalisés français le 28 août 1890. Hugo Finaly était le propre cousin de Jenny Ellenberger, et celle-ci était la nièce du banquier Horace de Landau, représentant de James de Rothschild à Turin à partir de 1862, et agent de la banque Rothschild pour le financement de l'Unité italienne (1864). 
Ancien élève du lycée Condorcet, condisciple de Marcel Proust et Robert de Flers, licencié en droit de la faculté de Paris, Horace Finaly côtoie dans le salon de ses parents l'élite culturelle de l'époque (Anatole France, Gabriele D'Annunzio, etc.). Il partage son temps entre Neuilly et Florence, où Hugo et Jenny Finaly disposent de la villa Landau-Finaly et des collections léguées par Horace de Landau, notamment une importante bibliothèque de manuscrits, d'incunables et d'éditions rares.

### Un banquier très politique
Recruté par son père à la Banque de Paris et des Pays-Bas le 17 avril 1900, Horace Finaly se spécialise, à partir de 1903, dans l'émission d'emprunts d'État placés à Paris (Bulgarie 1902, Norvège 1904), et est nommé directeur de la banque en 1909 par son président Eugène Goüin. Directeur général par intérim de la Banque de Paris et des Pays-Bas, en remplacement de M. Thors, puis directeur général de plein exercice à partir du 7 octobre 1919, il fait participer la banque à des opérations dans l'industrie, la chimie, le pétrole, en Europe et au Proche-Orient ; le but politique sous-jacent est d'éviter un retour de la puissance allemande dans ces secteurs pour y défendre les intérêts français, diplomatiques et militaires ; il travaille de concert avec Philippe Berthelot, secrétaire général du Quai d'Orsay jusqu'en 1932.  
Au moment du gouvernement du Cartel des gauches,  il pousse la coopération avec le pouvoir politique jusqu'à disposer d'un bureau au Ministère des Finances, ce qui provoque l'ire de Joseph Caillaux, ministre en titre. Celui-ci déclare vouloir renvoyer « ce juif dans son ghetto ! ». À la suite de cet incident, en octobre 1925, le président du Conseil, Paul Painlevé démissionne. Le nouveau gouvernement, présidé par Aristide Briand, se passe de Joseph Caillaux.
Mathématicien et lettré, influent, mais aussi lourd, hautain et brutal, « un frémissement significatif parcourait le marché » quand il entrait à la Bourse, au Palais Brongniart.
Il est membre du Comité parisien de la Banque ottomane de 1920 à 1937 et administrateur de la  Banque de Syrie. En 1928, il alerte la Section financière quant aux activités de Marthe Hanau, qui a mis en place un système de Ponzi.

### Qui tombe par la politique
Il reste une personnalité à part dans le monde bancaire en affirmant des positions politiques à gauche. En 1936/37, il fut le seul banquier à soutenir le Front populaire ; aussi, quand Léon Blum rencontra ses premières difficultés financières, il émit un emprunt d'État que les banques de la place de Paris devaient placer auprès des épargnants. La plupart traînèrent des pieds, sauf la Banque de Paris et des Pays-Bas, ce qui allait conduire à la chute d'Horace Finaly : en effet, le gouvernement de Front populaire avait décidé la nationalisation de la Banque de France, avec le slogan « La Banque de France doit devenir la Banque de la France ! ». Or, un de ses anciens gouverneurs, Émile Moreau, qui avait perdu ses fonctions depuis la nationalisation, était également président de la Banque de Paris et des Pays-Bas et était résolument hostile au Front Populaire : il décida de participer au blocus financier contre le gouvernement de Léon Blum et fit destituer Horace Finaly de ses fonctions. Son éviction de la direction de la Banque, le 7 juin 1937, annonça la chute du cabinet Blum, le 21 juin suivant. Cette étroite coopération avec le pouvoir politique provoqua une critique très imprégnée d'antisémitisme : L'Action française dénonça l'alliance des deux juifs « aux mêmes doigts crochus ». En 1982, le souvenir de cette crise incita le président Mitterrand à procéder à la nationalisation de toutes les banques françaises, y compris Paribas, pour éviter d'affronter un contre-pouvoir financier trop fort à ses yeux.
Horace Finaly quitte la France en août 1940 et se réfugie à New York, où il meurt juste après la fin de la guerre. Les collections entreposées à la villa Finaly sont léguées par lui et les cohéritiers de Jenny Finaly à la ville de Florence et déposées à la Bibliothèque nationale centrale de Florence. Quant à la villa, elle est léguée à la chancellerie de l'université de Paris (1956) qui en fait un centre d'accueil et de recherche.

## Pour approfondir